# أدوبي روبوهيلب
أدوبي روروهلب أداة لكتابة الإرشادات أصدرتها أدوبي مصممة لأنظمة تشغيل ويندوز. روبوهيلب صُمم بواسطة جين كيوكا، وبرمجيات السماء الزرقاء(Blue Sky Software) أصدرت النسخة الأولي منه في يناير 1992.
صيغة ملفات (.syn) مستعملة في الأداة.

## الخصائص
روبوهيلب يمكنه إنشاء ملفات المساعدة في صيغ الملفات الأتية:
- أدوبي أير
- نسق المستندات المنقولة (pdf)
- مايكروسوفت وورد
- كتاب النشر الإلكتروني (EPUB)

يوجد صيغ أخري.. يدعهما البرنامج

## وصلات خارجية
- الموقع الرسمي